# Hệ thống chia sẻ xe đạp

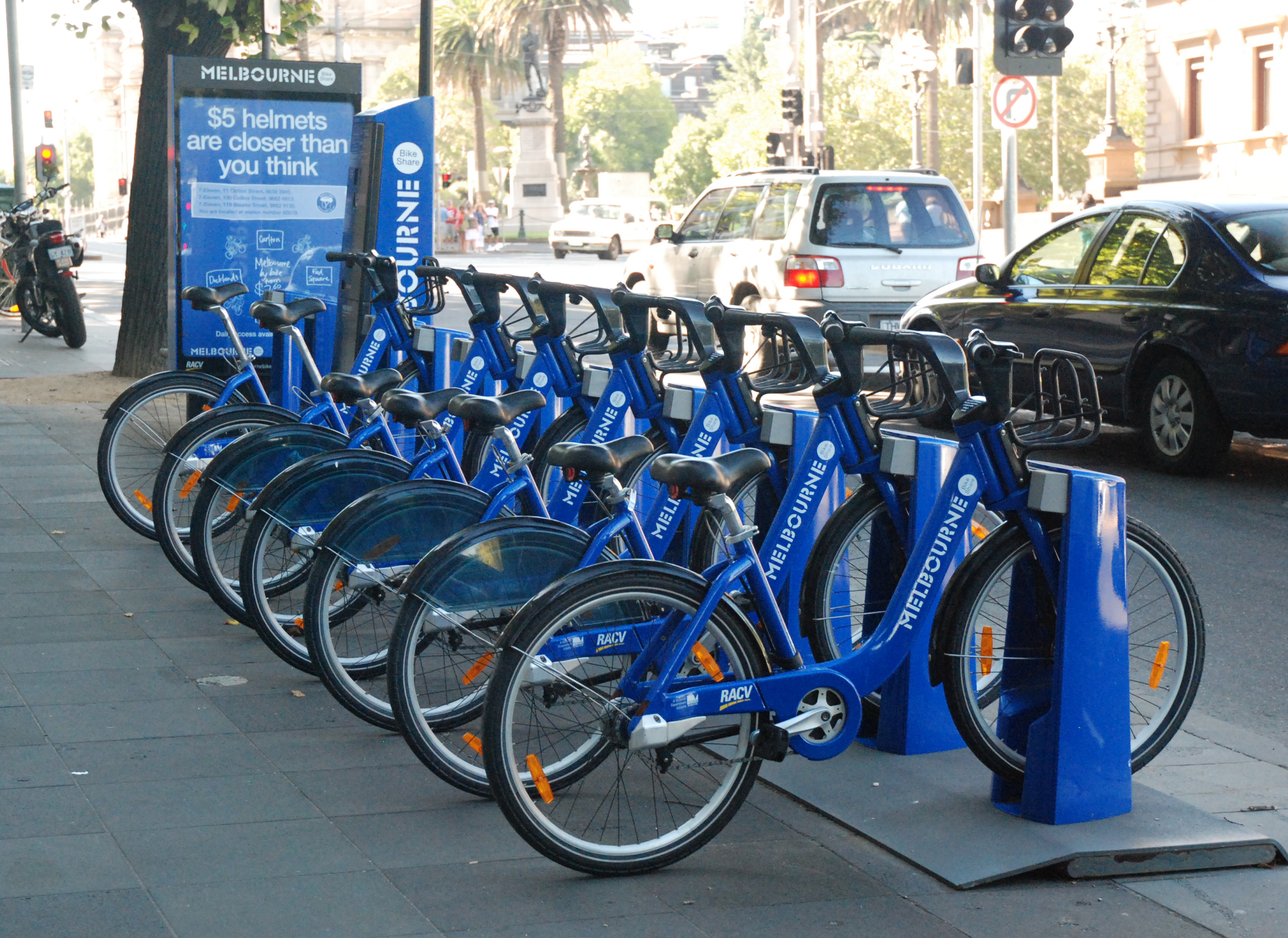
Hệ thống chia sẻ xe đạp ở Melbourne, Úc

Hệ thống chia sẻ xe đạp, chương trình xe đạp công cộng, hoặc chương trình chia sẻ xe đạp công cộng (PBS), là một dịch vụ trong đó xe đạp được cung cấp để sử dụng chung cho các cá nhân trong thời gian ngắn với một mức giá hoặc miễn phí. Nhiều hệ thống chia sẻ xe đạp cho phép mọi người mượn một chiếc xe đạp từ một "bến xe" và trả nó ở một bến xe khác thuộc cùng hệ thống. Dock là giá để xe đạp đặc biệt có tác dụng khóa xe và chỉ có thể tháo ra bằng điều khiển máy tính. Người dùng nhập thông tin thanh toán và máy tính sẽ mở khóa xe đạp. Người dùng trả lại xe đạp bằng cách đặt nó vào đế để khóa xe tại chỗ. Các hệ thống khác không có giá để xe đạp.
Đối với nhiều hệ thống, ứng dụng lập bản đồ trên điện thoại thông minh hiển thị các xe đạp có sẵn gần đó và các bến xe đang mở. Vào tháng 7 năm 2020, Google Maps bắt đầu đưa lượng xe đạp chia sẻ vào các đề xuất tuyến đường của mình.

## Lịch sử

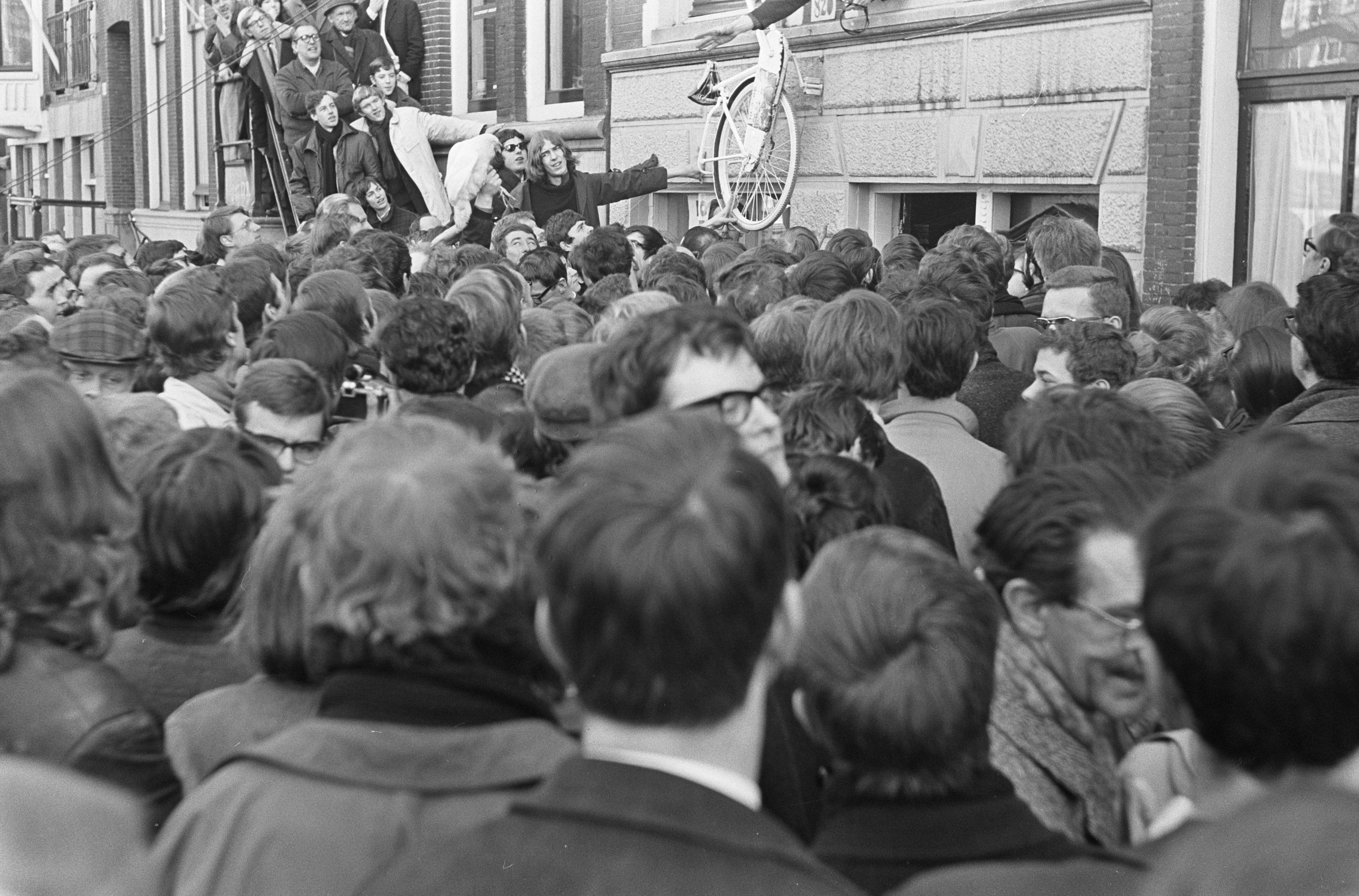
Xe đạp trắng là biểu tượng của phong trào Wittefietsenplan

Các dự án chia sẻ xe đạp đầu tiên được khởi xướng bởi nhiều nguồn khác nhau, chẳng hạn như các tổ chức cộng đồng địa phương, các dự án từ thiện dành cho những người thiệt thòi, như một cách để quảng bá xe đạp như một hình thức giao thông không gây ô nhiễm hoặc các doanh nghiệp kinh doanh cho thuê xe đạp.
Chương trình xe đạp cộng đồng nổi tiếng sớm nhất được bắt đầu vào mùa hè năm 1965  bởi Luud Schimmelpennink kết hợp với nhóm Provo ở Amsterdam, Hà Lan. Nhóm Provo đã sơn năm mươi chiếc xe đạp màu trắng và đặt chúng mở khóa ở Amsterdam để mọi người tự do sử dụng. Cái gọi là Kế hoạch Xe đạp Trắng này (tiếng Hà Lan: Wittefietsenplan) đã cung cấp những chiếc xe đạp miễn phí được cho là dùng trong một chuyến đi rồi lại cho người khác. Trong vòng một tháng, hầu hết những chiếc xe đạp đã bị đánh cắp và số còn lại được tìm thấy ở những con kênh gần đó. Chương trình vẫn đang diễn ra ở một số vùng của Hà Lan (Vườn quốc gia Hoge Veluwe; xe đạp phải ở trong công viên). Ban đầu nó tồn tại như một trong một loạt các Kế hoạch Trắng được đề xuất trên tạp chí đường phố do nhóm vô chính phủ PROVO sản xuất. Nhiều năm sau, Schimmelpennink thừa nhận rằng "thí nghiệm những năm 60 chưa bao giờ tồn tại theo cách mà mọi người tin tưởng" và "không quá mười chiếc xe đạp" đã được đưa ra đường "như một gợi ý về một ý tưởng lớn hơn." Vì cảnh sát đã tạm thời tịch thu tất cả Xe đạp Trắng trong vòng một ngày kể từ khi chúng được thả ra công chúng, cuộc thử nghiệm Xe đạp Trắng thực sự chỉ kéo dài chưa đầy một tháng.
Cuốn tiểu thuyết Ecotopia (1975) của Ernest Callenbach đã minh họa ý tưởng này. Trong cuốn tiểu thuyết không tưởng về một xã hội không sử dụng nhiên liệu hóa thạch, Callenbach mô tả một hệ thống chia sẻ xe đạp dành cho người dân và là một phần tích hợp của hệ thống giao thông công cộng.
Trong nỗ lực khắc phục thiệt hại do trộm cắp, sự đổi mới tiếp theo được các chương trình chia sẻ xe đạp áp dụng là việc sử dụng cái gọi là ' công nghệ thông minh '. Một trong những chương trình 'xe đạp thông minh' đầu tiên là hệ thống giá để xe đạp Grippa ™ được sử dụng trong chương trình Bikeabout của Portsmouth. Kế hoạch Bikeabout được đưa ra vào tháng 10 năm 1995 bởi Đại học Portsmouth, Vương quốc Anh như một phần của Kế hoạch Giao thông Xanh trong nỗ lực cắt giảm việc đi lại bằng ô tô của nhân viên và sinh viên giữa các địa điểm trong khuôn viên trường. Được tài trợ một phần bởi chương trình ENTRANCE  của EU, chương trình Bikeabout là một hệ thống hoàn toàn tự động "thẻ thông minh". Với một khoản phí nhỏ, người dùng đã được cấp 'thẻ thông minh' có sọc từ tính để quẹt qua đầu đọc thẻ điện tử tại một ki-ốt 'cửa hàng xe đạp' có mái che, mở khóa xe đạp từ giá để đồ. Hệ thống giám sát bằng camera CCTV đã được lắp đặt tại tất cả các trạm xe đạp nhằm hạn chế sự phá hoại. Khi đến trạm đích, thẻ thông minh được sử dụng để mở giá đỡ xe đạp và ghi lại hành trình an toàn của xe đạp. Một khoản phí đã tự động được ghi vào thẻ của người dùng nếu chiếc xe đạp được trả lại với hư hỏng hoặc nếu thời gian vượt quá thời gian tối đa ba giờ. Được thực hiện với ngân sách ban đầu khoảng 200.000 bảng Anh, chương trình Portsmouth Bikeabout không bao giờ rất thành công về việc sử dụng người lái, một phần do số lượng ki-ốt và giờ hoạt động có hạn. Những hạn chế về thời tiết theo mùa và những lo ngại về các khoản phí bất hợp lý đối với hư hỏng xe đạp cũng đặt ra những rào cản đối với việc sử dụng. Chương trình Bikeabout đã bị trường Đại học ngừng vào năm 1998 để mở rộng dịch vụ xe buýt nhỏ; tổng chi phí của chương trình Bikeabout không bao giờ được tiết lộ.
Năm 1995, một hệ thống 300 xe đạp sử dụng tiền xu để mở khóa xe đạp theo kiểu xe đẩy hàng đã được giới thiệu tại Copenhagen. Nó được khởi xướng bởi Morten Sadolin và Ole Wessung. Ý tưởng này được cả hai người Copenhagen phát triển sau khi họ là nạn nhân của vụ trộm xe đạp vào một đêm năm 1989. Chương trình ByCylken của Copenhagen là chương trình chia sẻ xe đạp đô thị quy mô lớn đầu tiên giới thiệu những chiếc xe đạp được thiết kế đặc biệt với các bộ phận không thể sử dụng trên những chiếc xe đạp khác. Để có được một chiếc xe đạp, người đi xe đạp phải trả một khoản tiền đặt cọc có thể hoàn lại tại một trong 100 giá đỡ xe đạp có khóa đặc biệt và được sử dụng không giới hạn xe đạp trong một 'khu vực xe đạp thành phố' được chỉ định. Mức phạt nếu không trả lại xe đạp hoặc rời khỏi khu vực chia sẻ xe đạp vượt quá 150 đô la Mỹ và được cảnh sát Copenhagen thực thi nghiêm ngặt. Ban đầu, những người sáng lập chương trình hy vọng sẽ tài trợ hoàn toàn cho chương trình bằng cách bán không gian quảng cáo trên xe đạp, được đặt trên khung và bánh xe dạng đĩa đặc của nó. Nguồn kinh phí này nhanh chóng được chứng minh là không đủ, và thành phố Copenhagen tiếp quản việc điều hành chương trình, tài trợ phần lớn chi phí chương trình thông qua việc trích lập từ nguồn thu của thành phố cùng với sự đóng góp của các nhà tài trợ doanh nghiệp. Vì chương trình Xe đạp Thành phố miễn phí cho người dùng, không có lợi tức về vốn đầu tư của thành phố và một lượng lớn công quỹ phải liên tục được đầu tư lại để duy trì hoạt động của hệ thống, thực thi các quy định và thay thế xe đạp bị mất.
Một trong những dự án xe đạp cộng đồng đầu tiên ở Hoa Kỳ được bắt đầu tại Portland, Oregon vào năm 1994 bởi các nhà hoạt động môi trường và công dân Tom O'Keefe, Joe Keating và Steve Gunther. Nó có cách tiếp cận đơn giản là thả một số lượng xe đạp ra đường để sử dụng không hạn chế. Mặc dù Dự án Xe đạp Vàng của Portland đã thành công về mặt quảng bá, nó tỏ ra không bền vững do nạn trộm cắp và phá hoại xe đạp. Dự án Xe đạp vàng cuối cùng đã bị chấm dứt và được thay thế bằng chương trình Create A Commuter (CAC), cung cấp xe đạp cũ miễn phí cho một số người có thu nhập thấp và có hoàn cảnh khó khăn đã được lựa chọn trước, những người cần một chiếc xe đạp để đi làm hoặc tham gia các khóa đào tạo việc làm. Năm 2016, Văn phòng Giao thông vận tải Portland (PBOT) đã ra mắt Biketown, còn được gọi là Biketown PDX, một hệ thống chia sẻ xe đạp ở Portland, Oregon. Nó được điều hành bởi Motivate, với Nike, Inc. là nhà tài trợ chính. Khi ra mắt, hệ thống có 100 trạm và 1.000 xe đạp phục vụ các khu vực trung tâm và phía đông của thành phố, với hy vọng sẽ mở rộng ra bên ngoài. Có các chương trình chia sẻ xe đạp trên khắp Hoa Kỳ, bao gồm Capital Bikeshare của Washington DC, Citi Bike của Thành phố New York và Bay Wheels của San Francisco.
Công nghệ chia sẻ xe đạp đã phát triển trong suốt nhiều thập kỷ và sự phát triển của các chương trình ở châu Á cũng tăng theo cấp số nhân. Trong số 15 chương trình chia sẻ xe đạp công cộng lớn nhất thế giới, có 13 chương trình ở Trung Quốc. Trong năm 2012, nhiều nhất là ở Vũ Hán và Hàng Châu, với khoảng 90.000 và 60.000 xe đạp.
Tính đến tháng 12 năm 2016, khoảng 1.000 thành phố trên toàn thế giới có chương trình chia sẻ xe đạp.